# Gemengd onderwijs

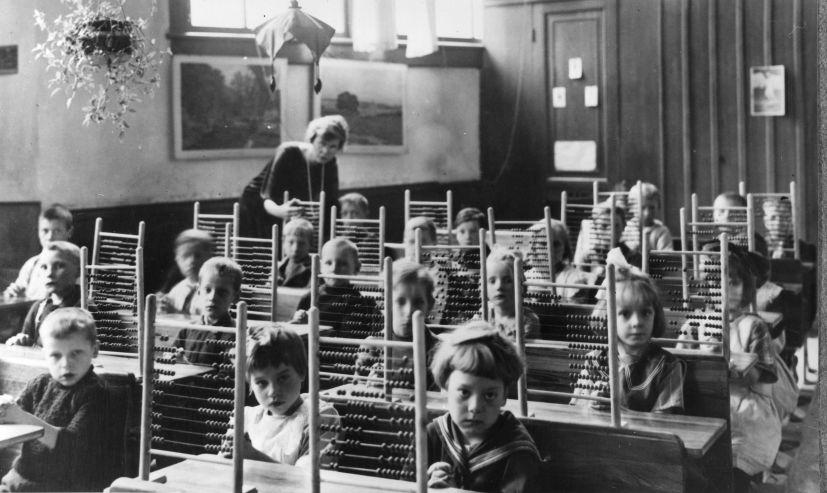
Gemengd onderwijs in een Nederlandse school, ca. 1930

Gemengd onderwijs is een vorm van onderwijs waarbij jongens en meisjes toegelaten kunnen worden op een school. In Nederland wordt er soms ook mee bedoeld dat een school ongeveer evenveel autochtone als allochtone leerlingen heeft. Veel scholen en onderwijsinstellingen lieten vroeger vaak alleen jongens of meisjes toe, maar hebben hun toelatingsregelingen aangepast aan de evoluerende tijdgeest of omdat ze hiertoe verplicht werden door de overheid.
Soms wordt co-educatie als synoniem van gemengd onderwijs gebruikt, maar deze term is ruimer en slaat niet alleen op onderwijs, maar ook op gemengde opvoeding in gezin, jeugdbeweging, sport en dergelijke.
De tegenhanger van gemengd onderwijs is gescheiden onderwijs.

## Nederland
In Nederland was het lager onderwijs van oudsher gemengd. In het middelbaar en hoger onderwijs werden tot het eind van de negentiende eeuw echter alleen jongens toegelaten. Rond die tijd traden tegelijkertijd twee veranderingen op. Aan de ene kant werden in het openbaar onderwijs ook meisjes tot middelbare scholen en universiteiten toegelaten (Aletta Jacobs in 1871), aan de andere kant werden nieuwe soorten scholen opgericht die speciaal voor meisjes bestemd waren (huishoudschool, middelbare meisjesschool). In het opkomende rooms-katholiek onderwijs werden jongens en meisjes ook in het lager onderwijs gescheiden; daarbij was de oprichting van aparte meisjesscholen vaak de eerste zorg. De aparte scholen voor meisjes werden met de Mammoetwet opgeheven. In de jaren 1960 werd de co-educatie ook in het rooms-katholieke onderwijs ingevoerd. Tegenwoordig lijkt het gescheiden lesgeven weer terug te komen in bijvoorbeeld sportlessen en sportscholen en mogelijk ook op islamitische scholen.

### Postcodebeleid
Overheden trachten soms om de scholen zo veel mogelijk gemengd te houden. Men denkt waarschijnlijk dat dit het beste is voor de integratie van de allochtonen. In Amsterdam en omgeving is daarvoor een omstreden postcodebeleid ingevoerd, wat inhoudt dat ouders niet buiten hun wijk een school voor hun kinderen mogen zoeken. Het gevolg is dat ook allochtone ouders niet buiten hun wijk naar een minder zwarte school kunnen zoeken.

## Vlaanderen
De Vlaamse onderwijswetgeving voorziet dat alle onderwijs toegankelijk moet zijn voor jongens en meisjes. Dit betekent niet automatisch dat jongens en meisjes ook samen in de klas zitten. Het kan immers voorkomen dat er voldoende inschrijvingen zijn, zowel van jongens als van meisjes voor een bepaalde studierichting en de school ervoor kiest om ze in afzonderlijke klassen onder te brengen.

### Geschiedenis
Het secundair onderwijs was in Vlaanderen voor de Tweede Wereldoorlog grotendeels niet-gemengd. Er waren afzonderlijke (jongens-)vakscholen, (meisjes-)huishoudscholen. De humaniora's waren grotendeels jongensaangelegenheden. Meisjeshumaniora's waren eerder uitzonderlijk zoals bijvoorbeeld de Katholieke hogeschool voor vrouwen in Antwerpen. Bovendien was het secundair onderwijs in Vlaanderen nog gedeeltelijk verfranst.
Na de Tweede Wereldoorlog, met de uitbouw van het "rijksonderwijs" werden meer en meer scholen zowel voor jongens als voor meisjes toegankelijk. Het katholiek onderwijs volgde pas schoorvoetend, vanaf begin jaren 1970. Een eerste stap in de richting van gemengd onderwijs was daar het samenvoegen van klassen en scholen, soms uit noodzaak wegens dalend leerlingenaantal, maar ook door de gewijzigde opvattingen over opvoedkunde. Vanaf de jaren 1980 was het gemengde onderwijs echter ook daar zo goed als veralgemeend. Alleen bleef er binnen het katholieke onderwijs nog een tijdje discussie of alle lessen ook gemengd moesten worden gegeven. Met name schoolzwemmen en lichamelijke opvoeding bleven nog lange tijd gescheiden gegeven. Het joodse onderwijs in Vlaanderen houdt het meest vast aan niet-gemengde instructie.
Het lager onderwijs, dat grotendeels in handen was van de gemeentelijke overheden, was in principe altijd gemengd. Katholieke lagere scholen waren echter tot de jaren 1950 niet-gemengd. Dikwijls hingen die lagere scholen immers af van instellingen voor secundair onderwijs, waar het vrij (katholiek) onderwijs sterk vertegenwoordigd is.

### 21e eeuw
Begin 21e eeuw gaan er stemmen op om gescheiden onderwijs terug in te voeren. Onderzoek schijnt immers te suggereren dat zowel jongens als meisjes beter presteren in een homogene leeromgeving, vooral op de leeftijd 13-15 jaar, waar de ontwikkeling van jongens en meisjes grotendeels in verschillend tempo verloopt. Sommige middenscholen spelen daarop in door de ouders de keuze te laten voor het eerste leerjaar A te kiezen voor een gemengde klas of een niet-gemengde klas.
Ook in Vlaanderen is er aandacht voor de problematiek van allochtoon-autochtoon gemengde scholen: zie hiervoor het artikel over het Gelijke Onderwijskansen-beleid (GOK).

## Zwitserland
Tegen het einde van de 19e eeuw voerde de Zwitserse pedagoge Marie Brechbühl in haar school het gemengd onderwijs in als een van de eerste scholen in de omgeving.